# Euplexia picturata
Euplexia picturata är en fjärilsart som beskrevs av John Henry Leech 1900. Euplexia picturata ingår i släktet Euplexia och familjen nattflyn. Inga underarter finns listade i Catalogue of Life.